# Lwówek Śląski (gemeente)

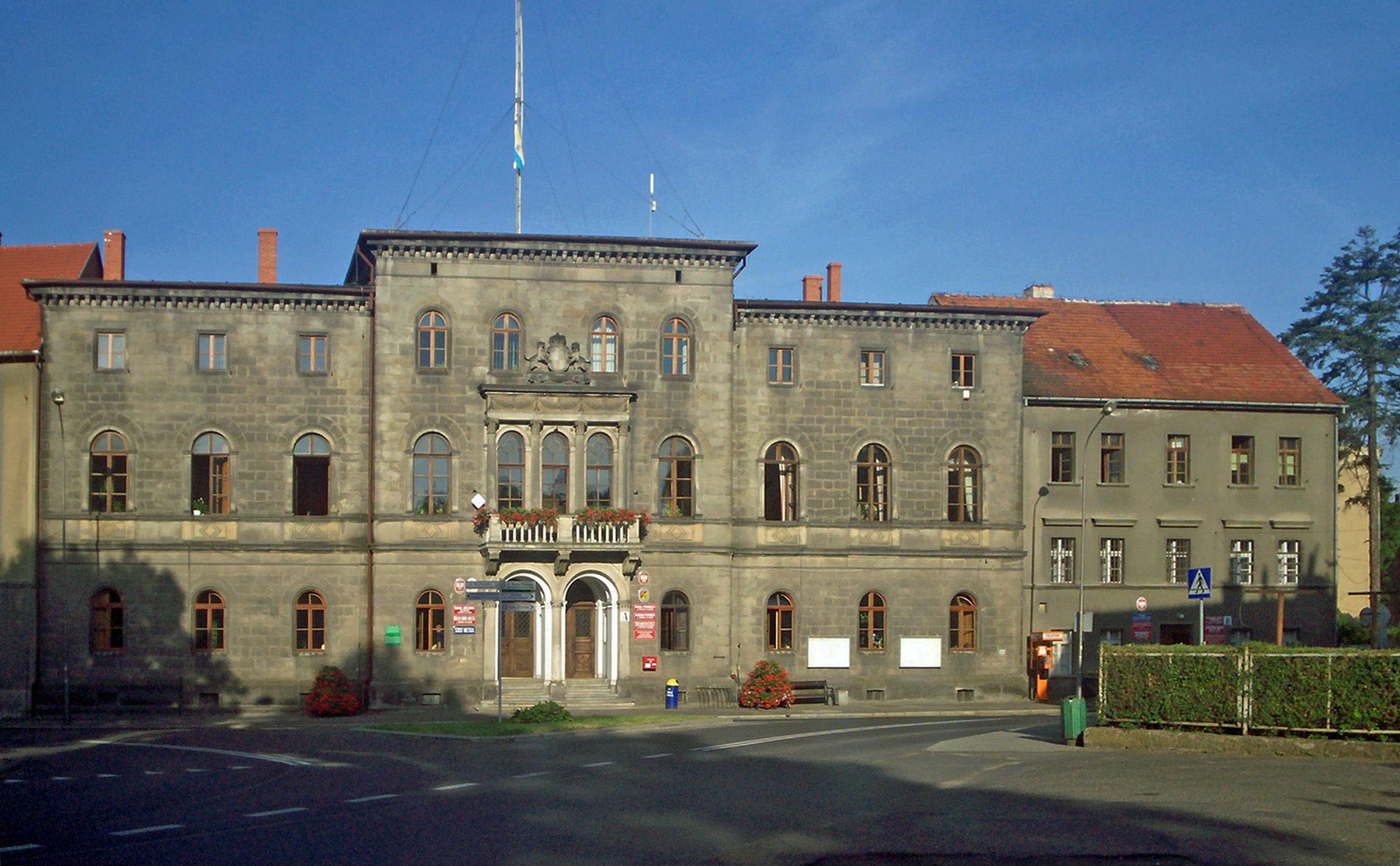
Gemeentehuis

De gemeente Lwówek Śląski is een stad- en landgemeente in het Poolse woiwodschap Neder-Silezië, in powiat Lwówecki.
De zetel van de gemeente is in de stad Lwówek Śląski (Löwenberg).
Op 30 juni 2004 telde de gemeente 18 300 inwoners.

## Oppervlakte gegevens
In 2002 bedroeg de totale oppervlakte van gemeente Lwówek Śląski 240,37 km², waarvan:
- agrarisch gebied: 64%
- bossen: 26%

De gemeente beslaat 33,86% van de totale oppervlakte van de powiat.

## Demografie
Stand op 30 juni 2004:
| Omschrijving                   | Totaal | Totaal | Vrouwen | Vrouwen | Mannen | Mannen |
| ------------------------------ | ------ | ------ | ------- | ------- | ------ | ------ |
| eenheid                        | aantal | %      | aantal  | %       | aantal | %      |
| inwoners                       | 18 300 | 100    | 9393    | 51,3    | 8907   | 48,7   |
| bevolkingsdichtheid (inw./km²) | 76,1   | 76,1   | 39,1    | 39,1    | 37,1   | 37,1   |

In 2002 bedroeg het gemiddelde inkomen per inwoner 1173,73 zł.

## Administratieve plaatsen (sołectwo); oorspronkelijke namen van vóór 1945 tussen haken
Bielanka (Lauterseiffen), Brunów (Braunau), Chmielno (Ludwigsdorf), Dębowy Gaj, Dłużec (Siebeneichen), Dworek (Höfel), Gaszów (Gehnsdorf), Górczyca (Hohndorf), Gradówek (Cunzendorf'), Kotliska (Kesselsdorf), Mojesz (Nieder Mois), Nagórze (Neundorf-Liebenthal), Niwnice (Neuland), Pieszków (Petersdorf), Płóczki Dolne (Nieder Görisseiffen), Płóczki Górne (Ober Görisseiffen), Radłówka (Hartelangenvorwerk), Radomiłowice (Radmannsdorf), Rakowice Małe (Klein Rackwitz), Rakowice Wielkie (Groß Rackwitz), Skała (Hohlstein), Skorzynice (Hartliebsdorf), Sobota (Zobten am Bober), Ustronie (Seitendorf), Włodzice Małe (Klein Walditz), Włodzice Wielkie (Groß Walditz), Zbylutów (Deutmannsdorf), Żerkowice (Sirgwitz).

## Aangrenzende gemeenten
Bolesławiec, Gryfów Śląski, Lubomierz, Nowogrodziec, Pielgrzymka, Warta Bolesławiecka, Wleń